# Fimbristylis
Genre
Classification phylogénétique
Fimbristylis est un genre de plantes de la famille des Cyperaceae. 
On retrouve ses espèces partout dans le monde. Certaines espèces originaires d'un continent en ont colonisé d'autres. On les trouve généralement dans les régions tropicales et subtropicales humides.
Ce sont des plantes herbacées, pérennes ou annuelles, avec une tige rigide. L'inflorescence, apicale, est un souvent une panicule d'épillets. 
On trouve quelques espèces de Fimbristylis dans certaines mangroves.
Ce sont des plantes proches des roseaux.

## Les espèces
On reconnaît actuellement plus de 300 espèces dans ce genre.
Parmi celles-ci, citons :
- Fimbristylis bisumbellata (Forssk.) Bubani - (Europe)
- Fimbristylis caroliniana (Lam.) Fernald - (Amérique du Nord)
- Fimbristylis complanata (Retz.) Link - (Asie)
- Fimbristylis dichotoma (L.) Vahl - (Asie)
- Fimbristylis perpusilla R.M.Harper. ex Small & Britton  - (Amérique du Nord)
- Fimbristylis puberula Vahl - (Amérique du Nord)
- Fimbristylis quinquangularis (Vahl) Kunth - (Asie)
- Fimbristylis squarrosa Vahl - (Amérique du Nord)
- Fimbristylis sunilii MG SANILKUMAR (Asie)
- Fimbristylis turkestanica (Regel) B.Fedtsch. - (Asie)
- Fimbristylis vahlii  (Lam.) Link - (Amérique du Nord)
- Fimbristylis woodrowii C.B.Clarke - (Asie)